# Elisa Loncónová
Elisa Loncón Antileo (* 23. ledna 1963 Traiguén) je chilská lingvistka a občanská aktivistka pocházející z etnika Mapučů.
Narodila se jako čtvrté ze sedmi dětí v chudé rodině povozníka v regionu Araukánie. Jejím bratrem je politik Lautaro Loncón, člen Strany pro demokracii. Vystudovala anglistiku na Universidad de La Frontera, ve studiu pokračovala v Nizozemsku na Erasmově univerzitě a Leidenské univerzitě. Doktorát v oboru literatury získala na Pontifikální katolické univerzitě v Santiagu. Byla tlumočnicí při návštěvě papeže Jana Pavla II. v Chile v roce 1987.
Již jako studentka se zapojila do protestů proti vojenské diktatuře. Působila v organizaci hájící zájmy původních obyvatel Aukiñ Wallmapu Ngulam a podílela se na návrhu mapučské vlajky. Stala se profesorkou na Univerzitě v Santiagu de Chile a napsala odborné práce o domorodém jazyce mapudungun. Do této řeči také překládala texty Violety Parry. 
V roce 2021 byla zvolena předsedkyní Ústavodárného shromáždění. Podílela se na přípravě nové chilské ústavy, garantující práva domorodých obyvatel včetně rozsáhlé autonomie, návrh však neprošel v referendu. Loncónová také vystoupila s požadavkem na propuštění lidí uvězněných za protivládní nepokoje.
Byla zařazena mezi sto nejvlivnějších světových osobností podle Time a BBC. Baskická vláda jí udělila Cenu Reného Cassina.